# Kjell-Åke Eriksson
Kjell-Åke Eriksson, född 8 maj 1955, känd som Kjell Åke "Kôrven" Eriksson. Svensk musiker, låtskrivare, revyförfattare och underhållare.
Eriksson är självlärd musiker och spelman (sång, gitarr och fiol) från Hälsingland. Han var en av medlemmarna i Iggesundsgänget från 1979 fram till 2003. Han skrev gruppens egna sånger, bland annat Linblomman. 1984 turnerade han även Norden runt med Wanda Jackson. Dessutom spelade han ett par år i gruppen Kôrven & Bläst Band och i olika sammanhang även med Östen med resten. Nu spelar han sedan 2003 också med en dragspelare från Söderhamn vid namn Tomas Söderlund.
Har nyligen (Juli 2009) kommit ut med en ny skiva med gruppen Äntligen Tillsammans. Skivan är betitlad samma som gruppen.
Utöver musiken har han också varit aktiv i Iggesundsrevyn och skrivit texter och musik till ett antal produktioner. 2005 resulterade det i ett LISTON-pris för Bästa sång vid Revy-SM och 2006 tilldelades han för sin författarskicklighet Povels penna av Povel Ramel.